# Полонина Головчеська
Полони́на Головче́ська — полонина на Чорногірському хребті в Українських Карпатах, в Рахівському районі Закарпатської області. Розташована на північно-східних схилах гори Петрос, у межах Чорногірського заповідного масиву (частина Карпатського біосферного заповідника), по дорозі з туристичного притулку Кузьмещик на висоті бл. 1400 м. 
Влітку на полонині традиційно випасають худобу, є джерело.

## Фотографії

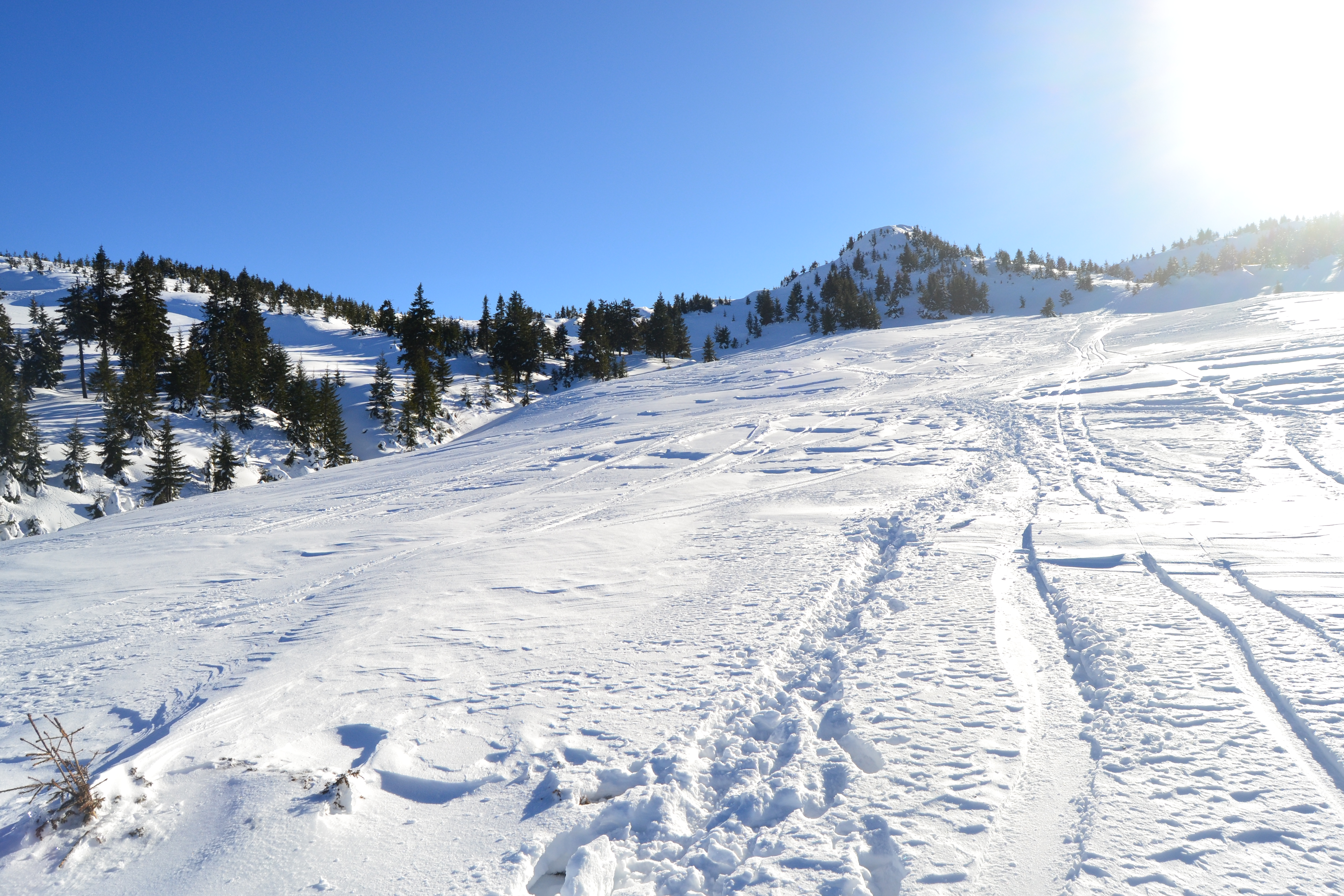
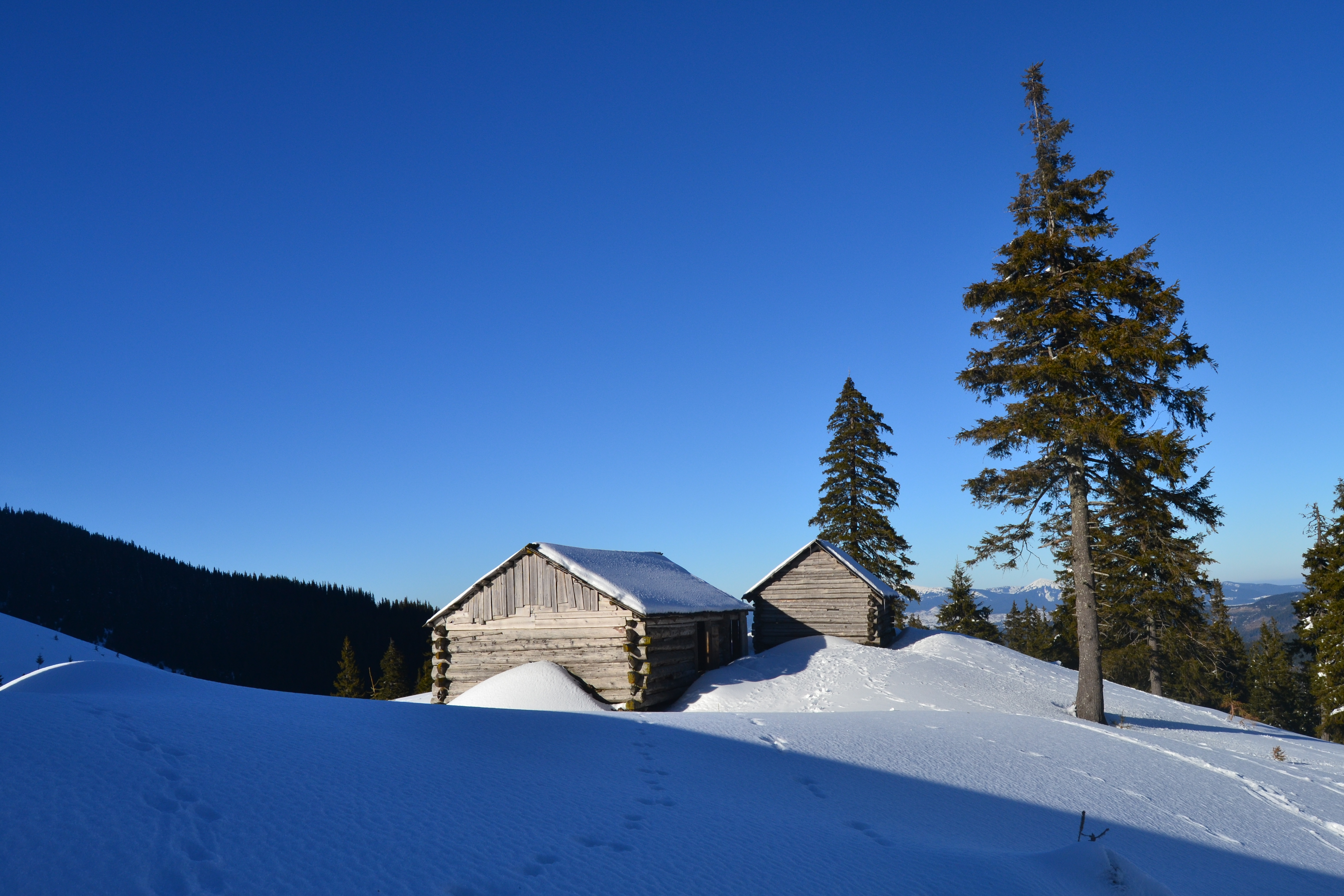
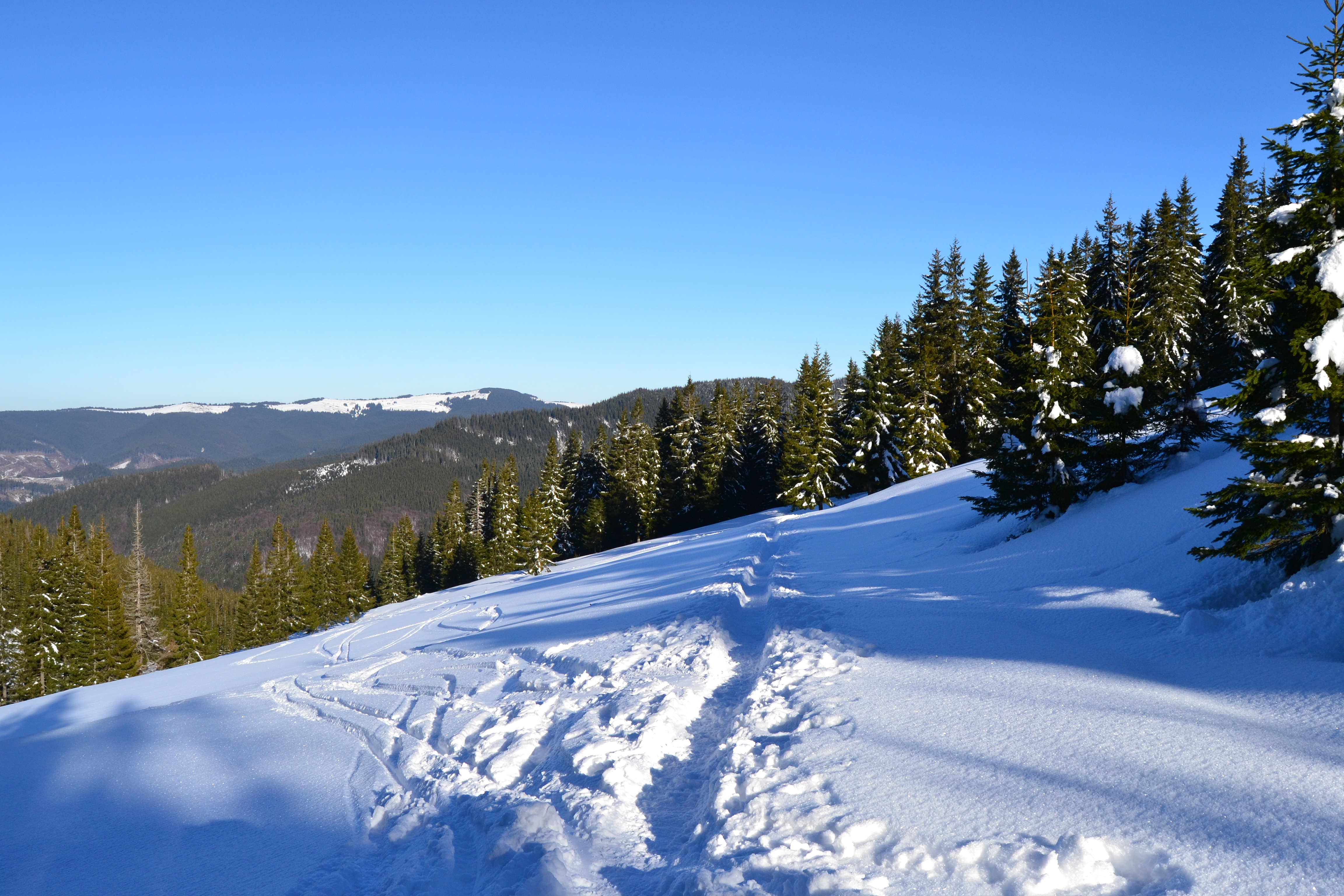

### Клімат
| Клімат                  | Клімат | Клімат | Клімат | Клімат | Клімат | Клімат | Клімат | Клімат | Клімат | Клімат | Клімат | Клімат | Клімат |
| Показник                | Січ.   | Лют.   | Бер.   | Квіт.  | Трав.  | Черв.  | Лип.   | Серп.  | Вер.   | Жовт.  | Лист.  | Груд.  | Рік    |
| Абсолютний максимум, °C | 13,8   | 17,7   | 22,4   | 28,2   | 32,2   | 33,4   | 36,3   | 35,1   | 31,0   | 25,3   | 20,3   | 16,5   | 36,3   |
| Середній максимум, °C   | −0,4   | 1,1    | 6,1    | 12,8   | 18,8   | 21,5   | 22,9   | 22,7   | 17,9   | 12,3   | 5,5    | 1,2    | 11,9   |
| Середня температура, °C | −6     | −5,5   | −2,6   | 2,1    | 7,3    | 12,6   | 15,4   | 14,8   | 10,4   | 4,7    | −1     | −3,3   | 7,4    |
| Середній мінімум, °C    | −6,4   | −5,4   | −1,8   | 3,4    | 8,2    | 11,2   | 12,6   | 12,2   | 8,5    | 4,0    | −0,4   | −4,2   | 3,5    |
| Абсолютний мінімум, °C  | −28,5  | −29,5  | −24,8  | −12,1  | −5     | 0,5    | 4,5    | 2,6    | −3     | −13,2  | −17,6  | −25,6  | −29,5  |
| Норма опадів, мм        | 152    | 121    | 102    | 123    | 105    | 132    | 134    | 101    | 104    | 126    | 167    | 163    | 740    |
| ----------------------- | ------ | ------ | ------ | ------ | ------ | ------ | ------ | ------ | ------ | ------ | ------ | ------ | ------ |